# Pedro Berges
Pedro Berges (1906. – 1978.), kubai válogatott labdarúgó.
A kubai válogatott tagjaként részt vett az 1938-as világbajnokságon.

## Külső hivatkozások
- Pedro Berges – a FIFA adatbázisában